# Palamedes (thần thoại)

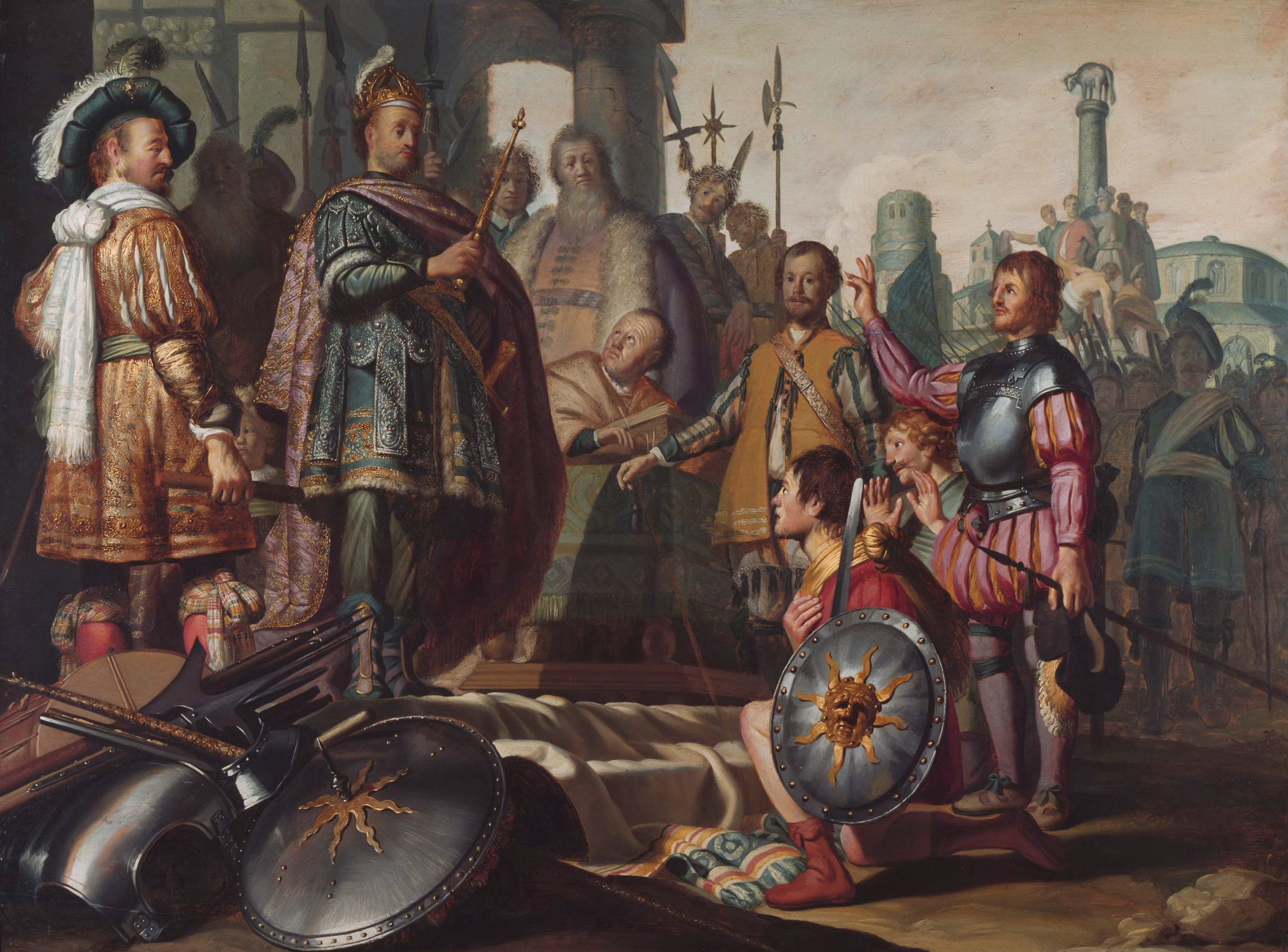
Palamedes quỳ trước Agamemnon, tác phẩm Rembrandt sáng tác năm 1626

Trong thần thoại Hy Lạp, Palamedes (tiếng Hy Lạp: Παλαμήδης) là con trai của Nauplius và vợ của ông, với nhiều tên gọi khác nhau là Clymene hoặc Philyra hoặc Hesione.
Palamedes được cho là đã phát minh ra hệ đếm, tiền tệ, các đơn vị đo lường, những câu chuyện hài hước, xúc xắc và pessoi , cũng như các cấp bậc trong quân đội. Đôi khi tên ông cũng được gắn với những phát minh trong lĩnh vực sản xuất rượu nho và những chữ cái bổ sung cho bảng chữ cái Hy Lạp.
Theo thần thoại Hy Lạp, Helen, người phụ nữ đẹp nhất trần gian, kết hôn với Menelaus. Khi Menelaus vắng nhà, hoàng tử thành Troia Paris đã dụ dỗ Helen trốn về Troia với mình. Đó là nguyên nhân gây ra Chiến tranh thành Troia. Agamemnon, anh của Menelaus, lãnh đạo quân Hy Lạp, cử Palamedes đến Ithaca để thuyết phục Odysseus, người đã hứa sẽ bảo vệ cuộc hôn nhân của Helen và Menelaus, tham gia vào cuộc chiến này. Tuy nhiên Odysseus lúc đó con trai còn nhỏ, đang muốn ở lại với gia đình nên không muốn giữ lời hứa. Ông giả điên và cày ruộng bằng muối. Palamedes đoán được sự tình và mang con trai Odysseus, Telemachus, đặt trên luống cày để thử Odysseus. Odysseus chịu thua Palamedes và phải tham dự cuộc viễn chinh .
Odysseus không bỏ qua cho Palamedes về việc ép buộc ông tham dự chiến tranh. Khi Palamedes khuyên người Hy Lạp trở về quê hương sau nhiều năm chiến tranh không có kết quả, Odysseus lập kế hãm hại Palamedes. Odysseus giấu vàng trong lều của Palamedes và viết một lá thư giả mạo thư của Priam, vua thành Troia. Lá thư được tìm thấy và người Hy Lạp kết tội Palamedes là kẻ phản bội . Palamedes bị Odysseus và một tướng Hy Lạp khác là Diomedes ném đá đến chết. Theo một tài liệu khác thì hai tướng này dìm ông chết đuối. Theo một phiên bản khác nữa thì ông vào một cái giếng để tìm kiếm kho báu và sau đó bị đá đè chết. Mặc dù là một trong những nhân vật quan trọng trong cuộc chiến thành Troia, là hoàng tử của Nauplia lãnh đạo người Nauplia, Palamedes không được đề cập đến trong sử thi Iliad của Homer.
Ovid có nhắc đến vai trò của Palamedes tại cuộc chiến thành Troia trong tác phẩm Metamorphoses của mình . Số phận của Palamedes cũng được mô tả trong tác phẩm Aeneid của Virgil . Plato kể rằng Socrates mong muốn được nói chuyện với Palamedes sau khi qua đời . Euripides và nhiều nhà viết kịch khác đã viết các vở kịch về số phận của Palamedes.
Hyginus đã khôi phục một tài liệu cổ, cho rằng Palamedes đã sáng tạo ra 11 chữ cái của bảng chữ cái Hy Lạp: